# Вяткозух
Вяткозух (лат. Viatkosuchus) — монотипический род крупных хищных тероцефалов, живших во времена пермского периода (северодвинский век, 265—254 млн лет назад). В род включают единственный вид — Viatkosuchus sumini.

## История изучения
Голотип PIN 2212/13, состоящий из полного черепа и передней части скелета, обнаружен в 1991 году в районе города Котельнича (Кировская область, Россия). Описан в 1995 году Л. П. Татариновым как новый вид и род.

## Описание
Череп массивный, с длинной мордой и большими височными ямами. Межптеригоидная яма очень маленькая. Сошник очень широкий. В верхней челюсти 5 резцов, 2 зуба в максилле, пара клыков и до 6 щёчных зубов. Ноги широко расставлены. Бегал плохо, в основном из-за коротких ног. Вероятно, охотился на рипеозавров и суминий из засады.